# Grünberg (Ponitz)
Grünberg ist ein Ortsteil der ostthüringischen Gemeinde Ponitz im Altenburger Land. Der Ort gliedert sich in die einst selbstständigen Orte Nieder- und Obergrünberg, die 1936 zusammengelegt wurden. Bis 1952 gehörte der Ort zu Sachsen. 

## Geschichte

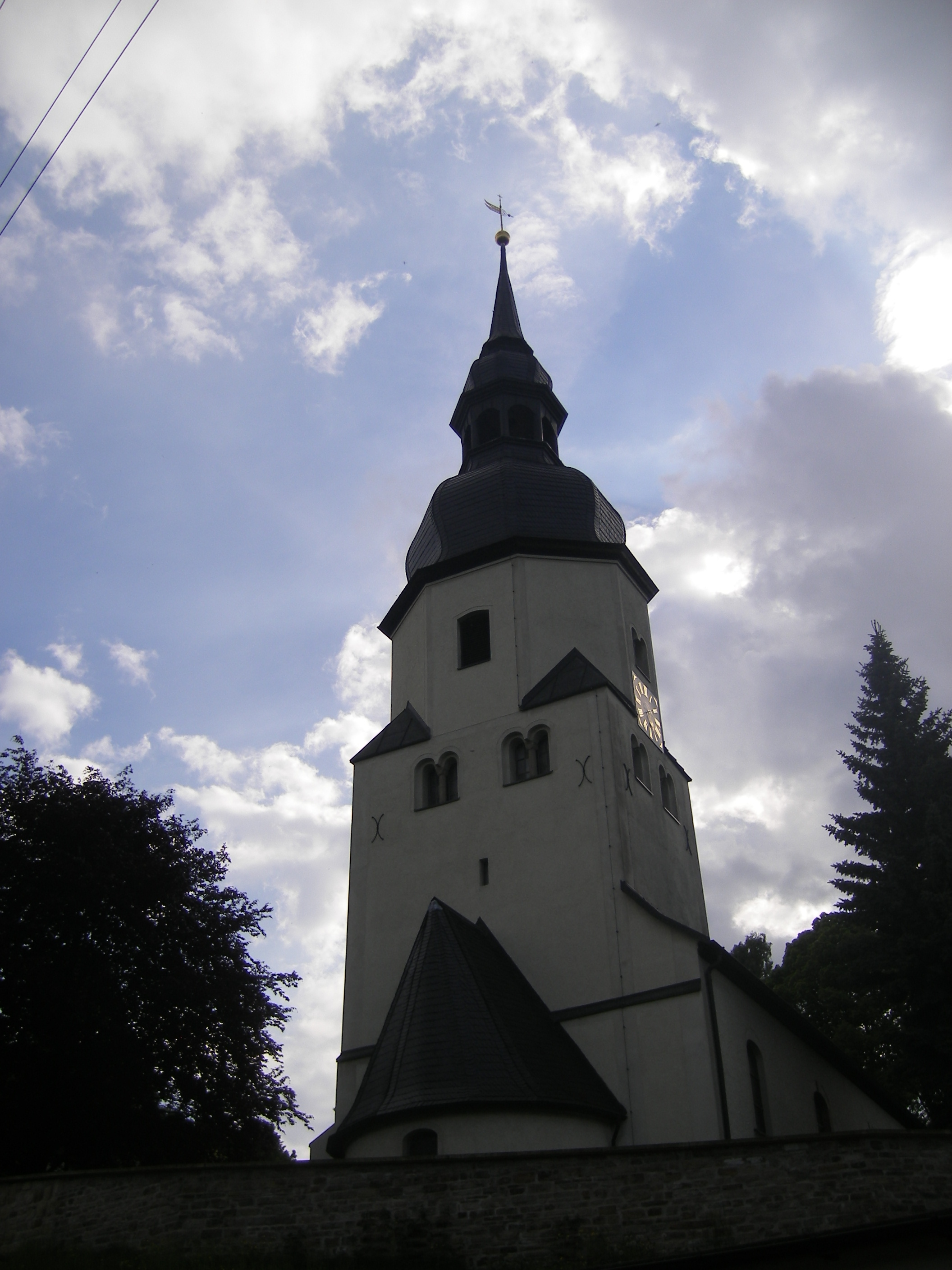
Die Grünberger Dorfkirche von der Straße aus gesehen

Grünberg entstand wahrscheinlich, wie viele deutsche Gründungen in dieser Region, um 1100. Der Ortsname leitet sich von der Landschaft ab. Erstmals urkundlich erwähnt wurde Grünberg am 29. Mai 1214, es ist jedoch nicht nachweisbar, ob Ober- oder Niedergrünberg zuerst bestand.
Um 1200 entstand auf einem Hügel, ähnlich wie in Frankenhausen, ein Zisterzienserinnenkloster. Diesem wurde von Erkenbert II. von Starkenberg dessen Güter in Friedrichsdorf, einem ehemaligen Ort bei Grünberg, geschenkt. Die zum Kloster gehörende Kirche existiert in ihrer einstigen Form nicht mehr. Der Turm der heutigen Kirche stammt aus dem Jahr 1698, das Kirchenschiff aus den Jahren 1780 und 1781. Heute sind im Inneren der Kirche Jugendstilmalereien angebracht.
Der Gasthof Grünberg wurde im Jahr 1898 erbaut und wurde noch bis zur politischen Wende genutzt. Ihm zugehörig war eine 1900 gebaute Brauerei, die mit ihrem Bier den ersten Platz auf einer Weltausstellung in Paris belegte. Nach dem Zweiten Weltkrieg war darin eine Wäscherei untergebracht.
Aus dem Pfarrbereich Grünbergs, der die Orte Obergrünberg, Niedergrünberg und Gösau umfasste starben im Ersten Weltkrieg 27 Einwohner.

### Neuzeit seit dem Zweiten Weltkrieg

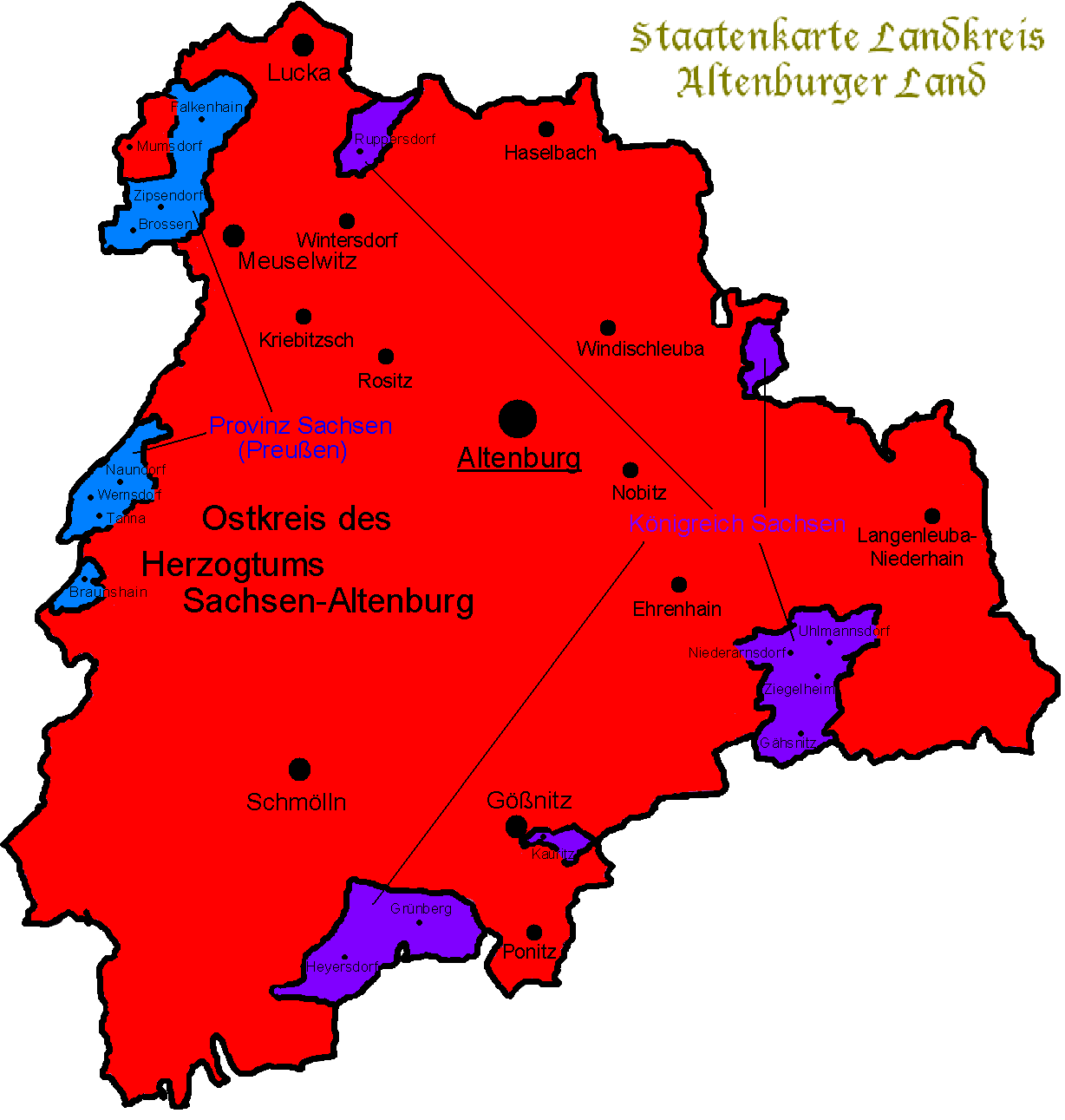
Staatenkarte Landkreis Altenburger Land

Am 6. Februar 1945 wurde Grünberg im Bereich von Niedergrünberg bis zum Mühlteich Obergrünbergs von insgesamt 172 Bomben US-amerikanischer „Fliegender Festungen“ Boeing B-17 verwüstet. Es starben vier Menschen und zwei weitere wurden schwer verletzt, es wurden ein Wohnhaus und drei Seitengebäude sowie das Spritzenhaus in Niedergrünberg zerstört.
Historisch gehörten die beiden Orte, die am 1. August 1936 zu einer Gemeinde zusammengelegt wurden, nicht wie die meisten Orte im Altenburger Land zum Herzogtum Sachsen-Altenburg, sondern zum Königreich Sachsen und bis 1952 zum Land Sachsen. Erst in diesem Jahr kam die Gemeinde Grünberg mit den Ortslagen Nieder- und Obergrünberg zum Kreis Schmölln im Bezirk Leipzig. Am 1. November 1973 wurde die Gemeinde dann Ponitz angegliedert. Mit der Wiedereinführung der Länder auf dem Gebiet der ehemaligen DDR kam Grünberg im Jahr 1990 mit dem Landkreis Schmölln erstmals in seiner Geschichte zu Thüringen. Kirchlich gehört Grünberg bis heute zur Evangelisch-Lutherischen Landeskirche Sachsens. Seit 1994 liegt der Ort im Landkreis Altenburger Land.

## Geografie
Durch die ehemaligen beiden Orte fließt komplett der Löpitzbach, welcher zum Einzugsgebiet der Pleiße zählt. Trotz der relativ geringen Wassermenge wurde Grünberg in der Geschichte mehrfach überflutet, zuletzt im Jahre 1987. Begünstigt wird der Übertritt des Baches über seine Ufer dadurch, dass das Wasser der beiden Hänge an den Seiten des Baches in diesen abfließt. Kleine Waldstücke bedecken teilweise die Hügel. Das größte Waldstück ist der Friedrich, nördlich des Ortes an dem einmal ein Weiler namens Friedrichsdorf stand, wie archäologische Grabungen bewiesen.

## Ortsbild
Der Ort ist ein typisches Reihendorf, wobei die Straße kaum einen Anstieg zu verzeichnen hat, dafür allerdings die Hügel rechts und links davon. Die zwei ehemals voneinander getrennten Ortslagen Nieder- und Obergrünberg sind in ihrem historischen Kern noch klar unterscheidbar. So sind die historischen Fachwerkhäuser auf zwei Gebiete zentriert. Zwischen den ehemaligen Orten entstanden in den letzten 50 Jahren Einfamilienwohnhäuser. Insgesamt weist Grünberg 27 historische Bauernhöfe auf, die meisten davon sind heute noch vierseitig wie die meisten Höfe in der Umgebung Altenburgs.